# Колычева, Нелли Ивановна
Нелли Ивановна Колычева (род. 1 июля 1931, совхоз «Гигант», Сальский район, Ростовская область, РСФСР) — советский деятель области здравоохранения, доктор медицинских наук (1972), профессор (1977), лауреат Государственной премии СССР.

## Биография
В 1955 году окончила Алматинский государственный медицинский институт и его аспирантуру (1960).
В 1960-1977 — старший научный сотрудник Министерства здравоохранения Казахской ССР, заведующий лабораторией Казахского онкологического и радиологического научно-исследовательского института (1960-77). С 1977 года — заместитель директора по научной работе.
Автор около 300 научных публикаций, в том числе 7 монографий, 2 изобретений. Лауреат Государственной премии СССР (1982).